# أخدرية أريزونية
أخدرية أريزونية (الاسم العلمي: Oenothera arizonica) هو نوع نباتي يتبع جنس الأخدرية من الفصيلة الأخدرية.